# Salvia polystachya
Salvia polystachya (salvia silvestre o chía de campo) es una planta herbácea perenne nativa del centro de México y del sur en Guatemala, Panamá y Costa Rica. Por lo general crece a altitudes de 1.500 a 3.000 m s. n. m., en climas templados donde hay algunas lluvias de verano. Es rara de verla en horticultura.

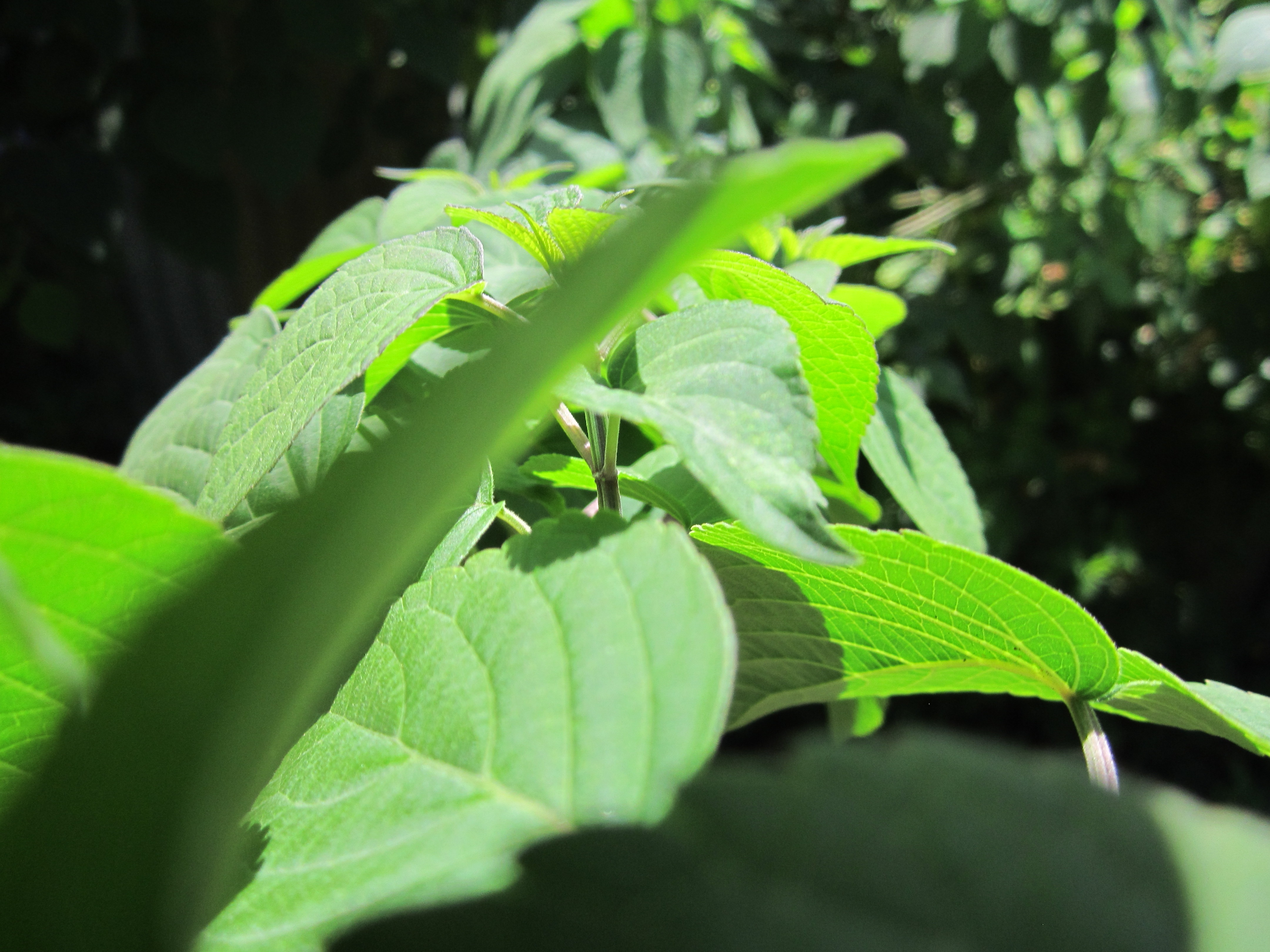
Hojas

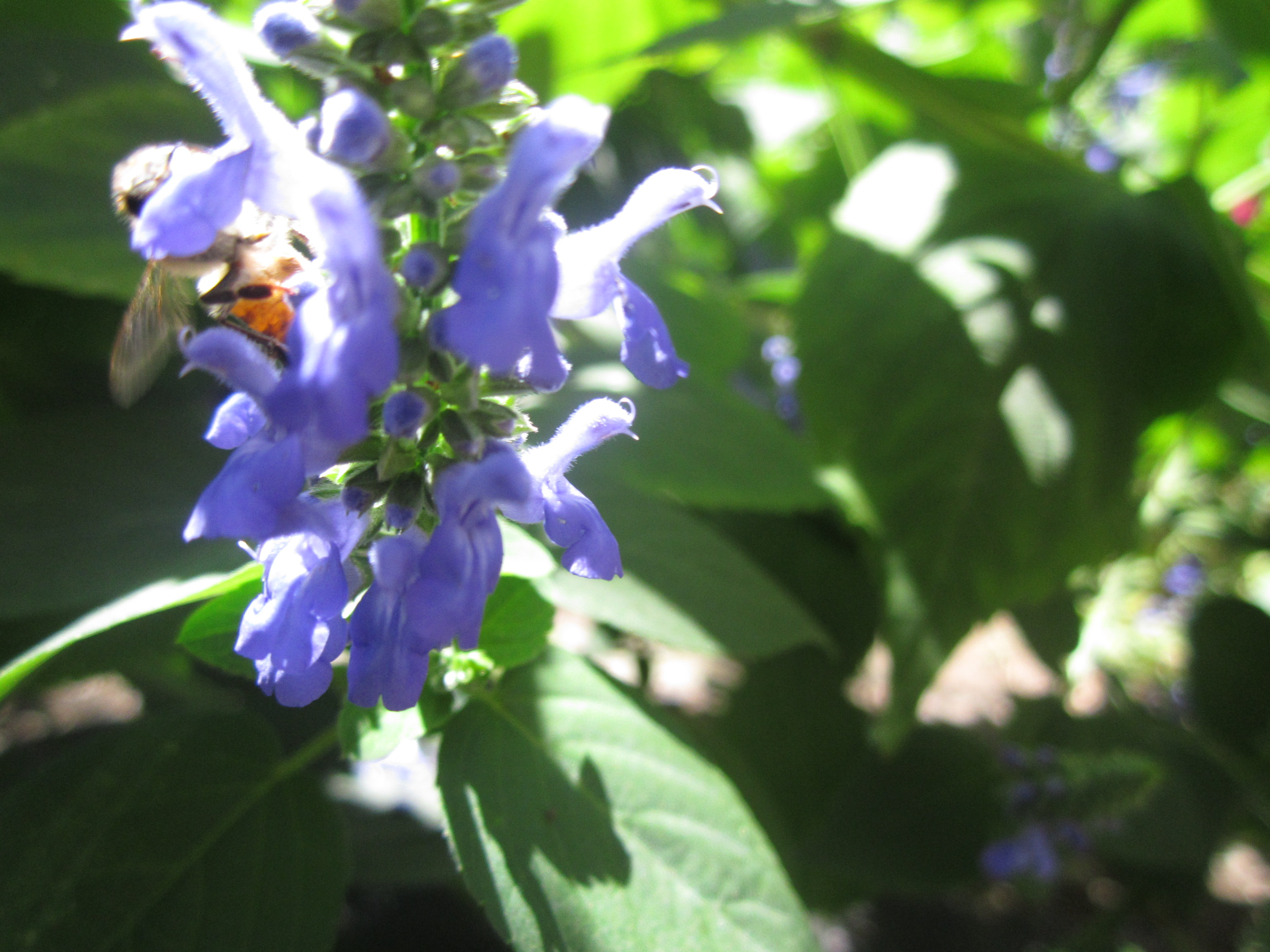
Flores

## Descripción
Esta planta crece de 9 a 27 dm en una temporada, y prefieren el refugio de otras plantas, porque los tallos se vuelven muy frágiles.  Florece a finales del verano o principios del otoño, con flores de 12 mm, que son de color azul-violeta en el borde fundido a blanco y en el centro.  Muchos cortos y delgados con espigas de verticilos de flores, la planta de su epíteto específico polystacha.  Las hojas son de color amarillo-verde, 25 mm de largo y de ancho, y crecen en pequeños grupos

## Propiedades
Es en la zona centro del país, en donde generalmente se emplea esta planta como purgante, antigastrálgica, para la retención de orina, así como para ayudar al parto difícil. En este último caso, se aconseja beber la infusión de toda la planta antes del parto. Cuando hay hemorragia nasal, se estrujan 3 o 4 hojas grandes frescas, que se dan a oler en el momento de la hemorragia, al mismo tiempo, se maceran otras 5 hojas grandes y se aplican en las sienes.
Sirven para ennegrecer el cabello, con este fin se fricciona el cuero cabelludo con el jugo o la infusión de las hojas de salvia. Es efectiva para aliviar el dolor de cabeza, para lo cual se reposan las hojas en agua durante toda la noche y al otro día se cuela y se toma en ayunas.

## Historia
En el siglo XVI, Francisco Hernández de Toledo cita respecto "el jugo evacua la bilis por el conducto superior, cura la sarna, limpia el vientre, la semilla tostada cura a los disentéricos".
La Sociedad Mexicana de Historia Natural, a finales del siglo XIX indica su uso como antipirético, emoliente y extrae cuerpos extraños de los ojos.
A inicios del siglo XX, el Instituto Médico Nacional la refiere como antipalúdico. Posteriormente, la Sociedad Farmacéutica de México repite parte de la información anterior la señala como "emoliente y extrae cuerpos extraños de los ojos".

## Fitoquímica
A partir de las partes aéreas de Salvia polystachya se han aislado compuestos con esqueleto diterpenoide de neo-clerodano denominados Polistaquinas A - E. También se han aislado otros clerodanos como salvifaricina, linearolactone y deshidrokerlina.

Polistaquinas A - E

## Taxonomía
Salvia polystachya fue descrita por Casimiro Gómez Ortega y publicado en Novarum, aut Rariorum Plantarum Horti Reg. Botan. Matrit. Descriptionum Decades 55. 1798.
Etimología
Ver: Salvia
polystachya: epíteto latino que significa "con muchas espigas".
Variedades y Sinonimia
subsp. compacta (Kuntze) Alziar, Biocosme Mésogéen 6: 185 (1989). De México a Centroamérica.
- Salvia compacta Kuntze, Revis. Gen. Pl. 2: 530 (1891).
- Salvia flexuosa C.Prezl ex Benth., Labiat. Gen. Spec.: 248 (1833), nom. illeg.
- Salvia compacta var. irazuensis Kuntze, Revis. Gen. Pl. 2: 530 (1891).
- Salvia compacta var. latifolia Kuntze, Revis. Gen. Pl. 2: 530 (1891).
- Salvia compacta var. oerstediana Kuntze, Revis. Gen. Pl. 2: 530 (1891).
- Salvia menthiformis Fernald, Proc. Amer. Acad. Arts 35: 510 (1900).

subsp. polystachya. De México a Centroamérica.
- Salvia caesia Willd., Enum. Pl.: 40 (1809).
- Salvia eremetica Cerv. ex Lag., Gen. Sp. Pl.: 2 (1816), nom. inval.
- Salvia lineatifolia Lag., Gen. Sp. Pl.: 2 (1816).
- Salvia brevicalyx Benth. in A.P.de Candolle, Prodr. 12: 309 (1848).
- Salvia durandiana Briq. ex T.Durand & Pittier, Bull. Soc. Roy. Bot. Belgique 30: 236 (1891 publ. 1892).
- Salvia cataria Briq., Annuaire Conserv. Jard. Bot. Genève 2: 142 (1898).
- Salvia lilacina Fernald, Proc. Amer. Acad. Arts 45: 418 (1910).
- Salvia reducta Epling, Repert. Spec. Nov. Regni Veg. Beih. 110: 168 (1939).[6]

## Nombres comunes
- hisopo de México, romerillo de México.[7]